# 檀道済

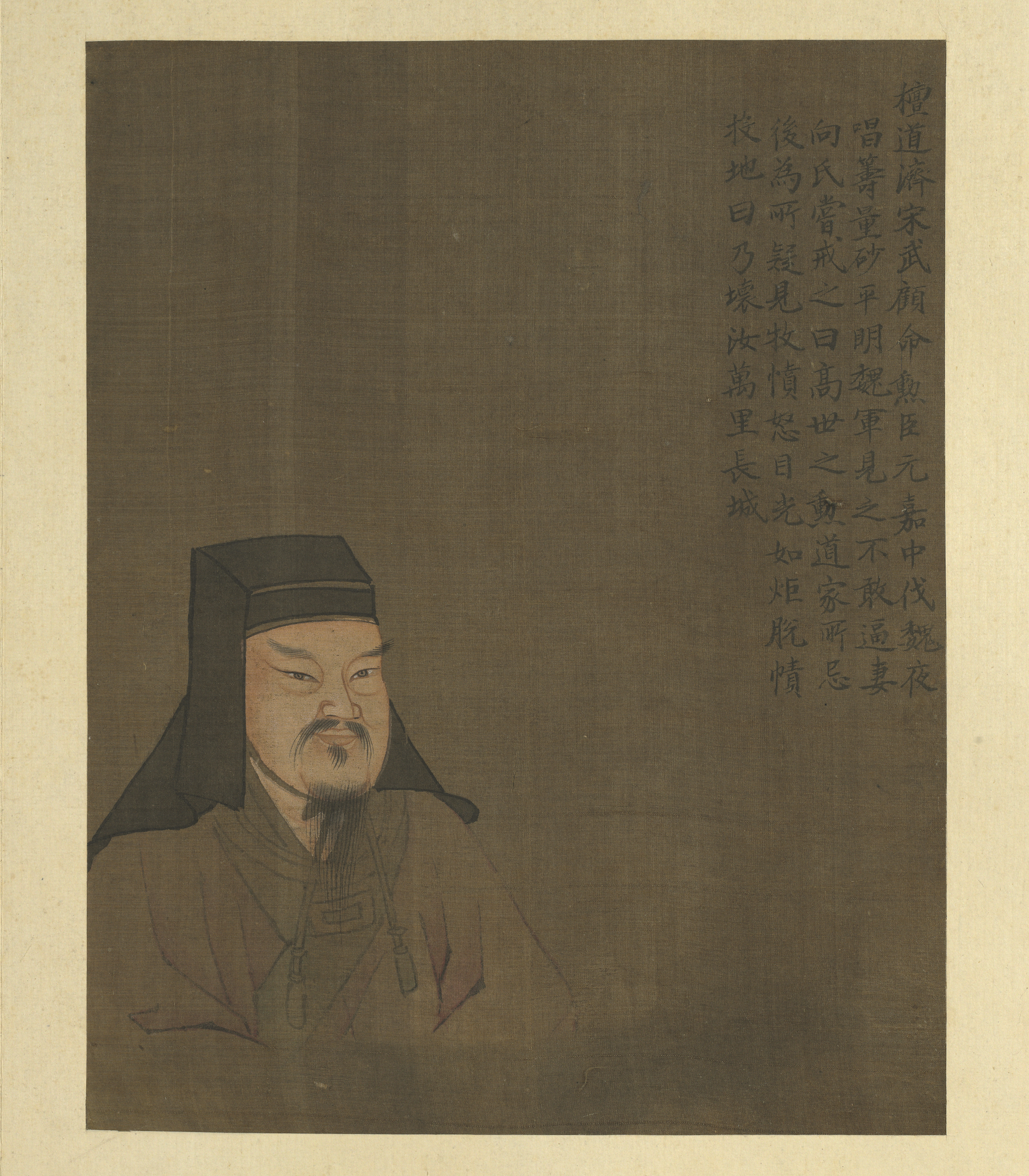
檀道済（歴代聖賢半身像冊）

檀 道済（たん どうせい、? - 元嘉13年3月8日（436年4月9日））、東晋末から南朝宋初頭にかけての武将。檀韶・檀祗の弟。本貫は高平郡金郷県。宋の建国者である劉裕に仕え、宋の第2代皇帝・少帝の後見になったが、のちにその武名を恐れた文帝によって殺害された。『三十六計』の著者。

## 生涯

### 決起軍
元興3年（404年）、東晋を滅ぼして自ら皇帝を僭称していた桓玄を討伐するため、劉裕に従い決起し、大いに功績をあげている。義熙12年（416年）には、劉裕の北伐に先方として参戦し、後秦を滅ぼした。そのときの功により、征虜将軍および琅邪内史となる。

### 興国の元勲
東晋に代わり宋が建国されると、永修県公、南兗州刺史となる。永初3年（422年）、劉裕は檀道済や徐羨之、傅亮、謝晦に後事を託し、死去する。第2代皇帝として少帝が即位したが、徐羨之らと共に少帝を廃し、文帝を擁立する。元嘉元年（424年）、文帝の即位に伴い、征北将軍となる。また、元嘉3年（426年）には、少帝廃立・殺害の罪を問われた謝晦を討伐し、征南大将軍、開府儀同三司、江州刺史となる。なお、檀道済が江州刺史であった頃、野に下った陶潜の才能を惜しみ、仕官を勧めているが拒絶されている。
元嘉8年（431年）1月、檀道済は北伐を実行し、北魏の歴城に到達するも兵糧不足のため撤退。やがて宋軍の最高職である司空となる。

### 最期
檀道済自身、才能におぼれるところがあり、そのため、文帝としばしば対立することがあった。またその威勢は天下に奮い、左右の腹心は全員百戦の勇者で子弟は皆才気煥発の俊秀ばかりだった。元嘉13年（436年）3月、文帝が病に倒れた際、重臣の讒言と国を奪われるという後難を怖れた文帝により殺害されることとなる。このとき捕らえられた檀道済は、文帝を睨みつけながら目の前で頭巾を床にたたきつけ、「自分を殺すことは万里の長城を壊すことに等しい」と叫んだと伝えられている。

## 人物・逸話
北魏への北伐の際、宋軍は歴城まで達するも兵糧不足となり、逃亡者や士気の衰えが出始めていた。やむなく檀道済は撤退を決定するが、宋軍の損失を最小限にとどめるための策を考案した。枡に砂を盛って米のように見せ、また余った兵糧を地面にばら撒き、兵糧が豊富にあるかのように偽装した。これを見た北魏軍は、宋軍の兵糧が尽きていないと思い込んだ。そこで檀道済は宋軍を悠然と退却させたが、北魏軍は伏兵を懼れて追走してこなかった。
『三十六計』の走為上は、南斉書の王敬則伝「敬則曰、『檀公三十六策、走是上計』」と「三十六計逃げるに如かず」の語源である。
檀道済の死を知った北魏は「最早宋にはひとりの恐るるに足る者もおらぬ」と喜んだと伝わり、また文帝は元嘉26年（449年）に北魏軍が大軍を率いて南下し都にまで迫った際、北方を臨みながら「ああ、今もし檀道済が生きていたら、胡び馬にここまで攻めてこさせるような事はなかったろうに」と嘆息して述べたと伝わる。